# 빵의 쟁취

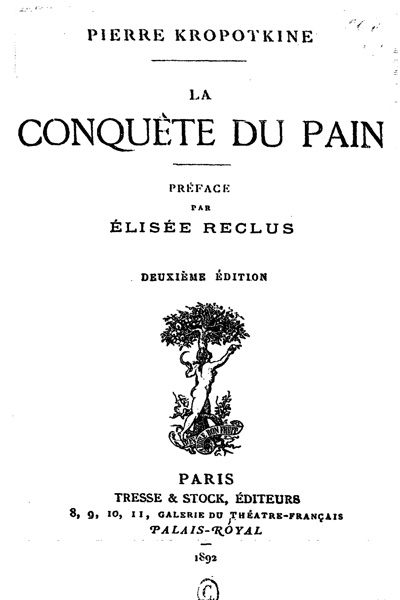

《빵의 쟁취》라고 알려진 이 책은 러시아 아나코 공산주의자인 표트르 크로폿킨의 1892년 책이다. 원래 프랑스어로 작성되었으며, 처음에는 무정부주의 저널 Le Révolté에 일련의 기사로 게재되었다. 그것은 제목도 제안한 Élisée Reclus 의 서문과 함께 파리에서 처음 출판되었다. 1892년과 1894년 사이에 런던 저널인 Freedom에 부분적으로 연재되었으며, 그 중 크로폿킨은 공동 창립자였다.
이 작업에서 크로폿킨은 봉건제와 자본주의 의 경제 시스템의 결함으로 간주하는 것과 그들이 빈곤과 결핍에서 번성하고 유지한다고 믿는 이유를 지적한다. 그는 계속해서 이러한 조직의 경향이 진화와 인간 사회 모두에 이미 존재한다고 주장하면서 상호 원조와 자발적 협력에 기반한 보다 분산된 경제 시스템을 제안한다.
정치적 무정부주의의 고전 이 되었다. 스페인 내전에 큰 영향을 미쳤다.

## 요약
크로폿킨은 권리를 주장하는 것을 막는 주요 장애물은 사유 재산에 대한 국가의 폭력적인 보호라고 말한다. 크로포트킨은 이 관계를 봉건제에 비유하며, 형태가 변하더라도 소유와 무토지의 본질적 관계는 영주와 농노의 관계와 같다고 말한다. 크로폿킨은 국가의 파괴와 모든 재산을 공유지로 몰수할 것을 요구한다.
책의 중간에 크로폿킨은 무정부 공산주의 사회가 어떤 모습일지 상상하는 그림을 스케치한다. 그는 현대 산업사회가 달성한 식량 생산, 의복 생산, 주택 생산의 거대한 수준을 지적하고 이를 무정부 공산주의 사회의 실현 가능성의 증거로 삼는다. 크로폿킨은 모든 사람을 위해 필수품이 충분히 생산된다고 주장한다. 그것들이 적절하게 분배된다면 아무도 충족되지 않은 요구 사항이 없을 것이다. 크로폿킨은 생산량 수준이 너무 높기 때문에 사람들은 하루에 5시간 이상 일하지 않아야 하며 가능한 한 그 시간을 줄여야 한다고 주장한다.
마지막 장에서 크로폿킨은 자신의 이론에 대한 두드러진 반대와 그에 대한 반응을 설명한다. 그는 많은 비평가들이 사람들이 게으르며 생필품을 위해 5시간 동안만 일하더라도 기꺼이 일하지 않을 것이라고 주장할 것이라고 생각한다. 크로폿킨은 사람들이 자신이 좋아하는 직업에서 기꺼이 일하고 물질적 안정성이 보장되는 스스로 일할 수 있는 필요한 자유 시간이 주어지면 집단 정원이나 집단 의류 공장에서 기꺼이 일할 것이라고 반박한다.
작업이 끝나갈 무렵 크로폿킨은 산업의 국가 중앙 집중화에 대해 경고 하고 사회주의의 더 권위적인 가닥에 대해 사람들에게 경고하고 모든 혁명은 노동자와 혁명가에게 빵과 자유를 보장해야 한다고 주장한다. 그는 농업에 대한 긴 장으로 끝맺으며, 인간이 농업 생산을 경작하고 발전시킨 다양한 방법에 감탄하고, 그것이 모든 사람을 먹여 살리고 모든 사람의 건강하고 행복한 삶을 보장하는 데 사용될 수 있는 방법을 꿈꾸며 끝을 맺는다.